# Natalja Bondarczuk
Natalja Siergiejewna Bondarczuk (ros. Наталья Сергеевна Бондарчук, ur. 10 maja 1950) – radziecka i rosyjska aktorka filmowa oraz reżyser. Zasłużona Artystka RFSRR.
Córka Siergieja Bondarczuka i aktorki Inny Makarowej. Ukończyła studia na wydziale aktorskim WGIK (klasa Siergieja Gierasimowa i Tamary Makarowej). Międzynarodową sławę oraz uznanie przyniosła jej rola Harey w filmie Solaris Andrieja Tarkowskiego.

## Wybrana filmografia

### Aktorka
- 1972: Solaris
- 1974: Troje ze skrzydlatego pułku (ros. Небо со мной)
- 1979: Dorosły syn
- 1981: Wasilij i Wasilisa
- 1982: Żywa tęcza
- 1982: Matka Maria

### Reżyserka
- 1982: Żywa tęcza